# خلود (فیلم)
خلود (عربی: خلود) یک فیلم به کارگردانی عزالدین ذوالفقار است که در سال ۱۹۴۸ منتشر شد. از بازیگران آن می‌توان به کمال الشناوی، عزالدین ذوالفقار، فاتن حمامه، و اسماعیل یاسین اشاره کرد.